# TGF-α
فاکتورِ رشد تغییردهندهٔ آلفا (انگلیسی: Transforming growth factor alpha) یا به‌اختصار «TGF-α» نام یک پروتئین است که در انسان توسط ژن «TGFA» کد می‌شود.
این مولکول یکی از انواع فاکتورهای رشد اپیدرمی و یک پُلی‌پپتید میتوژنیک است. گیرنده‌هایی که دارای فعالیت پروتئین کینازی هستند متصل می‌شود.
فاکتورِ رشد تغییردهندهٔ آلفا، یک لیگاند برای گیرنده فاکتور رشد اپیدرمی محسوب می‌شود که موجب علامت‌دهیِ سلول جهت آغاز تقسیم، تزاید و رشد سلولی می‌شود و ممکن است به صورت یک لیگاند متصل‌به غشاء سلولی یا لیگاند محلول‌درآب عمل کند. این مولکول پروتئینی با بسیاری از انواع سرطان در ارتباط است و در بروز برخی انواع لب‌شکری/کامِ شکافته نقش دارد.
پیشنهادهایی جهت استفاده از این پروتئین به‌عنوان یک بیومارکر پیش‌بینی‌کنندهٔ پیش‌آگهی در برخی انواع سرطان همچون سرطان معده و ملانوما صورت پذیرفته‌است. افزایش سطح TGF-α را با بیماری منتریه که یک عارضهٔ پیش‌سرطانی در معده است، مرتبط دانسته‌اند.
این پروتئین در سلول‌های نرمال بافت معده هم تولید می‌شود و به نظر می‌رسد موجب مهار ترشح اسید معده شود.

مسیر پیام‌دهی گیرنده فاکتور رشد اپیدرمی (EGFR) پس از اتصال به TGF-α